# Мирини
Мирини (грч. Μυρρίνη) је насељено место у општини Зиљахово у периферији Средишња Македонија, Грчка. Према попису из 2021. године било је 78 становника.
Према бугарском географу и историчару, Василу Канчову, у Миринију је 1900. године живело 280 Грка. Године 1923. насељено је пет грчких избегличких породица, укупно 22 особе. На попису из 1928. године Мирини је имао 447 становника. Село се раније звало Коцак или Кацак.